# 佐藤熊治郎
佐藤 熊治郎（さとう くまじろう、1873年（明治6年）1月7日 - 1948年（昭和23年）9月7日）は、日本の教育者。

## 経歴
宮城県出身。1901年（明治34年）、東京高等師範学校文科教育学部を卒業し、北海道師範学校教諭・附属小学校主事となった。1906年（明治39年）、東京高等師範学校研究科を修了し、長野県師範学校教諭・主事に転じた。
1911年（明治44年）、広島高等師範学校教授・附属小学校主事に就任。1922年（大正11年）、教育学研究のためドイツ・イギリス・フランスに留学した。1936年（昭和11年）、退官。

## 著作
著書

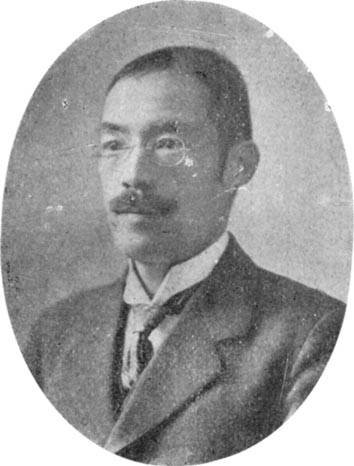
佐藤熊治郎

- 『教育学』 小川正行、篠原助市共著、宝文館、1910年11月
  - 『新撰 教育学』 小川正行、篠原助市共著、宝文館、1912年10月
  - 『普通 教育学』 小川正行、篠原助市共著、宝文館、1913年1月
  - 『輓近 教育学』 小川正行、篠原助市共著、宝文館、1922年
- 『心理学』 小川正行、篠原助市共著、宝文館、1910年11月
  - 『新撰 心理学』 小川正行、篠原助市共著、宝文館、1912年10月
  - 『普通 心理学』 小川正行、篠原助市共著、宝文館、1913年1月
  - 『輓近 心理学』 小川正行、篠原助市共著、宝文館、1922年
- 『論理学』 小川正行、篠原助市共著、宝文館、1910年11月
  - 『新撰 論理学』 小川正行、篠原助市共著、宝文館、1912年10月
  - 『輓近 論理学』 小川正行、篠原助市共著、宝文館、1922年
- 『近世教育史』 小川正行、篠原助市共著、宝文館、1910年11月
  - 『新撰 近世教育史』 小川正行、篠原助市共著、宝文館、1912年10月
  - 『輓近 近世教育史』 小川正行、篠原助市共著、宝文館、1922年
- 『小学校管理法』 小川正行、篠原助市共著、宝文館、1910年11月
  - 『改訂 小学校管理法』 小川正行、篠原助市共著、宝文館、1911年10月改訂三版
  - 『新撰 小学校管理法』 小川正行、篠原助市共著、宝文館、1912年10月
  - 『輓近 小学校管理法』 小川正行、篠原助市共著、宝文館、1922年
  - 『小学校管理法』 宝文館、1938年1月新制版
- 『各科教授法』 小川正行、篠原助市共著、宝文館、1910年11月
  - 『改訂 各科教授法』 小川正行、篠原助市共著、宝文館、1911年10月改訂三版
  - 『新撰 各科教授法』 小川正行、篠原助市共著、宝文館、1912年10月
  - 『普通 各科教授法』 小川正行、篠原助市共著、宝文館、1913年1月
- 『三大教育学説の約説と批判』 目黒書店、1920年11月
- 『教授方法の芸術的方面』 目黒書店、1921年11月
  - 『教授方法の芸術的方面』 目黒書店、1930年10月
- 『文化と教育上の諸問題』 宝文館、1922年11月
- 『教育学概論』 宝文館、1923年1月
- 『現代 教育思潮批判』 目黒書店、1926年10月
  - 『現代 教育思潮批判』増補版、目黒書店、1927年7月
- 『輓近教育学汎論』 宝文館、1927年12月
- 『自発性の原理の展開』 教育研究会、1930年3月
  - 『自発性の原理の展開』 目黒書店、1930年5月 ／ 玉川大学出版部〈教育の名著〉、1977年4月
- 『近代女子教育学』 中島義一共著、育英書院、1930年9月
- 『味ひ方と考へ方の教育』 藤井書店〈精神科学叢書〉、1930年10月
- 『国民教育の中心問題』全5巻、育英書院、1932年2月其の一・其の二 ／ 目黒書店、1934年1月其の四 ／ 1934年2月其の三 ／ 1934年5月其の五
- 『科学的教育学の展望』 目黒書店、1936年1月
- 『各教科の自己法則性と教授の要諦総論』 東苑書房〈「各教科の自己法則性と教授の要諦」叢書〉、1936年1月
- 『修身教授の本質及実際』 堀之内恒夫共著、東苑書房〈「各教科の自己法則性と教授の要諦」叢書〉、1936年2月
- 『国語綴り方教授の本質及実際』 田上新吉共著、東苑書房〈「各教科の自己法則性と教授の要諦」叢書〉、1936年2月
- 『国史教授の本質及実際』 大久保馨共著、東苑書房〈「各教科の自己法則性と教授の要諦」叢書〉、1936年2月
- 『算術教授の本質及実際』 中野恭一共著、東苑書房〈「各教科の自己法則性と教授の要諦」叢書〉、1936年4月
- 『国語読み方教授の本質及実際』 佐藤徳一共著、東苑書房〈「各教科の自己法則性と教授の要諦」叢書〉、1936年9月
- 『現代教育学大系 原論篇第三巻 教育学通論』 成美堂書店、1937年6月
- 『国家総動員に直面しての 国民教育の理論的反省』 目黒書店、1938年1月
- 『国民教育の諸問題再検討』 目黒書店、1938年6月
- 『全体観と国民教育』 目黒書店、1939年6月
- 『教育者と価値哲学 人生と教育の根本問題』 目黒書店、1940年5月
- 『国民学校令の実施を迎へる用意』 成美堂書店、1940年7月
- 『昭和維新の国民教育と 二宮尊徳の報徳教並其の哲理』 目黒書店、1940年12月

## 関連文献
- 「佐藤先生を送る」（『学校教育』第119号、宝文館、1929年5月）
- 『教育学会誌』第14号（佐藤熊治郎先生還暦記念号）、広島高等師範学校教育学会、1934年10月
- 「佐藤熊治郎先生を送る」（『教育学会誌』第17号、広島高等師範学校教育学会、1936年）
- 小原國芳 「佐藤熊治郎先生」（前掲 『自発性の原理の展開』 玉川大学出版部、1977年4月）
- 唐沢富太郎 「佐藤熊治郎 : 教育学者にして名主事」（唐沢富太郎編著 『図説 教育人物事典 : 日本教育史のなかの教育者群像 上巻』 ぎょうせい、1984年4月）
- 「「教育」における東京高等師範学校の人脈」（三好信浩著 『日本師範教育史の構造』 東洋館出版社、1991年2月、ISBN 4491008248）

| 公職            | 公職                                           | 公職            |
| --------------- | ---------------------------------------------- | --------------- |
| 先代 広瀬為四郎 | 広島高等師範学校附属小学校主事 1912年 - 1929年 | 次代 守内喜一郎 |